# Lothar Bisky
Lothar Bisky (Korzybie, 1941. augusztus 17. – Lipcse, 2013. augusztus 13.) német politikus és egyetemi tanár. 1995-ben kiderült, hogy a Stasi informátora volt. Három gyermeke született. 1990-ben a Volkskammer, 1990 és 2005 közt a brandenburgi tartományi parlament, 2005 és 2009 közt a Bundestag, 2009 és 2013 közt az Európai Parlament tagja volt.